# 1972-es Ázsia-kupa
Az 1972-es Ázsia-kupa volt az ötödik kontinentális labdarúgótorna az Ázsia-kupa történetében. A zárókört Thaiföldön rendezték 1972. május 7. és 19. között. A kupát Irán válogatottja nyerte meg.

## Résztvevők
- Thaiföld (rendező)
- Irán (címvédő)
- Khmer Köztársaság
- Kuvait
- Dél-Korea
- Irak

## Selejtező torna

### 1. csoport
| 1971. május 21. |

| Thaiföld | 1–1 | Khmer Köztársaság |
| -------- | --- | ----------------- |
|          |     |                   |

| Bangkok |

| 1971. május 22. |

| Malajzia | 8–0 | Brunei |
| -------- | --- | ------ |
|          |     |        |

| Bangkok |

| 1971. május 22. |

| Indonézia | 2–1 | Hongkong |
| --------- | --- | -------- |
|           |     |          |

| Bangkok |

#### 1A csoport
| Csapat    | J | Gy | D | V | Rg | Kg | Gk  | P |
| --------- | - | -- | - | - | -- | -- | --- | - |
| Indonézia | 2 | 2  | 0 | 0 | 10 | 0  | +10 | 4 |
| Thaiföld  | 2 | 1  | 0 | 1 | 10 | 1  | +9  | 2 |
| Brunei    | 2 | 0  | 0 | 2 | 0  | 19 | –19 | 0 |

| 1971. május 24. |

| Thaiföld | 10–0 | Brunei |
| -------- | ---- | ------ |
|          |      |        |

| Bangkok |

| 1971. május 26. |

| Indonézia | 1–0 | Thaiföld |
| --------- | --- | -------- |
|           |     |          |

| Bangkok |

| 1971. május 28. |

| Indonézia | 9–0 | Brunei |
| --------- | --- | ------ |
|           |     |        |

| Bangkok |

#### 1B csoport
| Csapat            | J | Gy | D | V | Rg | Kg | Gk | P |
| ----------------- | - | -- | - | - | -- | -- | -- | - |
| Malajzia          | 2 | 2  | 0 | 0 | 4  | 2  | +2 | 4 |
| Khmer Köztársaság | 2 | 1  | 0 | 1 | 3  | 3  | 0  | 2 |
| Hongkong          | 2 | 0  | 0 | 2 | 2  | 4  | –2 | 0 |

| 1971. május 24. |

| Khmer Köztársaság | 2–1 | Hongkong |
| ----------------- | --- | -------- |
|                   |     |          |

| Bangkok |

| 1971. május 26. |

| Malajzia | 2–1 | Khmer Köztársaság |
| -------- | --- | ----------------- |
|          |     |                   |

| Bangkok |

| 1971. május 28. |

| Malajzia | 2–1 | Hongkong |
| -------- | --- | -------- |
|          |     |          |

| Bangkok |

#### Elődöntő
| 1971. május 30. |

| Khmer Köztársaság | 2–0 | Indonézia |
| ----------------- | --- | --------- |
|                   |     |           |

| Bangkok |

| 1971. május 28. |

| Thaiföld | 1–0 | Malajzia |
| -------- | --- | -------- |
|          |     |          |

| Bangkok |

#### 3. helyért
| 1971. június 1. |

| Malajzia | 3–0 | Indonézia |
| -------- | --- | --------- |
|          |     |           |

| Bangkok |

#### Döntő
| 1971. június 1. |

| Thaiföld | 4–2 | Khmer Köztársaság |
| -------- | --- | ----------------- |
|          |     |                   |

| Bangkok |

- Thaiföld és a Khmer Köztársaság kvalifikálta magát a tornára.

### 2. csoport
| 1971. december 10. |

| Irak | 1–1 | Kuvait |
| ---- | --- | ------ |
|      |     |        |

| Kuvait |

| 1971. december 11. |

| Bahrein | 3–0 | Libanon |
| ------- | --- | ------- |
|         |     |         |

| Kuvait |

| 1971. december 11. |

| Szíria | 0–0 | Jordánia |
| ------ | --- | -------- |
|        |     |          |

| Kuvait |

### 2A csoport
| Csapat   | J | Gy | D | V | Rg | Kg | Gk | P |
| -------- | - | -- | - | - | -- | -- | -- | - |
| Irak     | 4 | 4  | 0 | 0 | 9  | 1  | +8 | 6 |
| Jordánia | 4 | 2  | 0 | 2 | 5  | 4  | +1 | 4 |
| Bahrein  | 4 | 2  | 0 | 2 | 4  | 4  | 0  | 1 |
| Ceylon   | 4 | 1  | 1 | 2 | 4  | 5  | -1 | 1 |

| 1971. december 13. |

| Irak | 5–0 | Ceylon |
| ---- | --- | ------ |
|      |     |        |

| Kuvait |

| 1971. december 13. |

| Jordánia | 3–2 | Bahrein |
| -------- | --- | ------- |
|          |     |         |

| Kuvait |

| 1971. december 15. |

| Irak | 1–0 | Bahrein |
| ---- | --- | ------- |
|      |     |         |

| Kuvait |

| 1971. december 16. |

| Jordánia | 2–1 | Ceylon |
| -------- | --- | ------ |
|          |     |        |

| Kuvait |

| 1971. december 18. |

| Irak | 1–0 | Jordánia |
| ---- | --- | -------- |
|      |     |          |

| Kuvait |

| 1971. december 20. |

| Bahrein | 3–0 | Ceylon |
| ------- | --- | ------ |
|         |     |        |

| Kuvait |

### 2B csoport
| Csapat  | J | Gy | D | V | Rg | Kg | Gk | P |
| ------- | - | -- | - | - | -- | -- | -- | - |
| Kuvait  | 2 | 1  | 1 | 0 | 3  | 2  | +1 | 3 |
| Libanon | 2 | 1  | 0 | 1 | 3  | 3  | 0  | 2 |
| Szíria  | 2 | 0  | 1 | 1 | 4  | 5  | –1 | 1 |

| 1971. december 14. |

| Kuvait | 1–0 | Libanon |
| ------ | --- | ------- |
|        |     |         |

| Kuvait |

| 1971. december 17. |

| Kuvait | 2–2 | Szíria |
| ------ | --- | ------ |
|        |     |        |

| Kuvait |

| 1971. december 19. |

| Libanon | 3–2 | Szíria |
| ------- | --- | ------ |
|         |     |        |

| Kuvait |

#### Elődöntő
| 1971. december 21. |

| Kuvait | 2–0 | Jordánia |
| ------ | --- | -------- |
|        |     |          |

| Kuvait |

| 1971. december 22. |

| Irak | 4–1 | Libanon |
| ---- | --- | ------- |
|      |     |         |

| Kuvait |

#### 3. helyért
| 1971. december 24. |

| Libanon | 2–0 | Jordánia |
| ------- | --- | -------- |
|         |     |          |

| Kuvait |

#### Döntő
| 1971. december 24. |

| Irak | 1–0 | Kuvait |
| ---- | --- | ------ |
|      |     |        |

| Kuvait |

- Irak és Kuvait kvalifikálta magát a tornára.

## Zárókör

### Csoportelosztó mérkőzések
| 1972. május 7. |

| Irán                   | 2–0   | Khmer Köztársaság |
| ---------------------- | ----- | ----------------- |
| Kalani 45' Iranpak 51' | (1–0) |                   |

| Suphachalasai Stadion, Bangkok Nézőszám: 2 000 |

| 1972. május 7. |

| Dél-Korea | 0–0 11-esekkel: | Irak |
| --------- | --------------- | ---- |
|           | (2–4)           |      |

| Suphachalasai Stadion, Bangkok Nézőszám: 2 000 |

| 1972. május 8. |

| Thaiföld | 0–2 | Kuvait         |
| -------- | --- | -------------- |
|          |     | Khalaf Marzouq |

| Suphachalasai Stadion, Bangkok |

### Csoportkör

#### A csoport
| Csapat   | J | Gy | D | V | Rg | Kg | Gk | P |
| -------- | - | -- | - | - | -- | -- | -- | - |
| Irán     | 2 | 2  | 0 | 0 | 6  | 2  | +4 | 4 |
| Thaiföld | 2 | 0  | 1 | 0 | 3  | 4  | –1 | 1 |
| Irak     | 2 | 0  | 1 | 0 | 1  | 4  | –3 | 1 |

| 1972. május 9. |

| Irán               | 3–0   | Irak |
| ------------------ | ----- | ---- |
| Kaláni 34' 70' 78' | (1–0) |      |

| Suphachalasai Stadion, Bangkok Nézőszám: 5 000 Játékvezető: Sivapalan Kathiravale (maláj) |

| 1972. május 11. |

| Thaiföld | 1–1 | Irak        |
| -------- | --- | ----------- |
|          |     | Ammo Júszif |

| Suphachalasai Stadion, Bangkok |

| 1972. május 13. |

| Thaiföld              | 2–3   | Irán                  |
| --------------------- | ----- | --------------------- |
| Pricha 69' Prayon 70' | (0–0) | Dzsabbári 80' 86' 88' |

| Suphachalasai Stadion, Bangkok Nézőszám: 25 000 Játékvezető: Matolzi (maláj) |

#### B csoport
| Csapat            | J | Gy | D | V | Rg | Kg | Gk | P |
| ----------------- | - | -- | - | - | -- | -- | -- | - |
| Dél-Korea         | 2 | 1  | 0 | 0 | 5  | 3  | +2 | 2 |
| Khmer Köztársaság | 2 | 1  | 0 | 1 | 5  | 4  | +1 | 2 |
| Kuvait            | 2 | 1  | 0 | 1 | 2  | 5  | –3 | 2 |

| 1972. május 10. |

| Dél-Korea                                          | 4–1 | Khmer Köztársaság |
| -------------------------------------------------- | --- | ----------------- |
| Park Su-Deok Lee Hoi-Taek Cha Bum-Kun Park Ee-Chon |     | Sukhom            |

| Suphachalasai Stadion, Bangkok |

| 1972. május 12. |

| Dél-Korea    | 1–2 | Kuvait           |
| ------------ | --- | ---------------- |
| Park Ee-Chon |     | Szultán Durajham |

| Suphachalasai Stadion, Bangkok |

| 1972. május 14. |

| Khmer Köztársaság | 4–0 | Kuvait |
| ----------------- | --- | ------ |
|                   |     |        |

| Suphachalasai Stadion, Bangkok |

### Egyenes kieséses szakasz
|  |                     |                   |           |                     |   |       |       |       |
|  | Elődöntők           | Elődöntők         | Elődöntők |                     |   | Döntő | Döntő | Döntő |
|  | Elődöntők           | Elődöntők         | Elődöntők |                     |   | Döntő | Döntő | Döntő |
|  | május 16. – Bangkok |                   |           |                     |   |       |       |       |
|  |                     |                   |           |                     |   |       |       |       |
|  | Irán                | Irán              | 2         |                     |   |       |       |       |
|  | Irán                | Irán              | 2         | május 19. – Bangkok |   |       |       |       |
|  | Khmer Köztársaság   | Khmer Köztársaság | 1         |                     |   |       |       |       |
|  | Khmer Köztársaság   | Khmer Köztársaság | 1         |                     |   | Irán  | Irán  | 2     |
|  | május 17. – Bangkok |                   |           |                     |   | Irán  | Irán  | 2     |
|  |                     |                   | Dél-Korea | Dél-Korea           | 1 |       |       |       |
|  | Dél-Korea           | Dél-Korea         | Dél-Korea | Dél-Korea           | 1 | 1 (2) |       |       |
|  | Dél-Korea           | Dél-Korea         |           |                     |   |       |       |       |
|  | Thaiföld            | Thaiföld          | 1 (1)     |                     |   |       |       |       |
|  | Thaiföld            | Thaiföld          | 1 (1)     | Bronzmérkőzés       |   |       |       |       |
|  |                     |                   |           |                     |   |       |       |       |
|  | május 19. – Bangkok |                   |           |                     |   |       |       |       |
|  |                     |                   |           |                     |   |       |       |       |
|  | Khmer Köztársaság   | Khmer Köztársaság | 2 (3)     |                     |   |       |       |       |
|  | Khmer Köztársaság   | Khmer Köztársaság | 2 (3)     |                     |   |       |       |       |
|  | Thaiföld            | Thaiföld          | 2 (5)     |                     |   |       |       |       |
|  | Thaiföld            | Thaiföld          | 2 (5)     |                     |   |       |       |       |

### Elődöntők
| 1972. május 16. |

| Irán                       | 2–1   | Khmer Köztársaság |
| -------------------------- | ----- | ----------------- |
| Iránpák 13' Gelicsháni 47' | (1–1) | Selim 18'         |

| Suphachalasai Stadion, Bangkok Nézőszám: 2 000 Játékvezető: Matolzi (maláj) |

| 1972. május 17. |

| Dél-Korea    | 1–1 H. u. 11-esekkel: | Thaiföld        |
| ------------ | --------------------- | --------------- |
| Park Ee-Chon | (2–1)                 | Tantriyanod 97' |

| Suphachalasai Stadion, Bangkok |

### A 3. helyért
| 1972. május 19. |

| Khmer Köztársaság | 2–2 H. u. 11-esekkel: | Thaiföld |
| ----------------- | --------------------- | -------- |
|                   | (3–5)                 |          |

| Suphachalasai Stadion, Bangkok |

### Döntő
| 1972. május 19. |

| Irán                      | 2–1 H. u. | Dél-Korea        |
| ------------------------- | --------- | ---------------- |
| Dzsabbári 48' Kaláni 108' | (0–0)     | Park Ee-Chon 65' |

| Suphachalasai Stadion, Bangkok Nézőszám: 15 000 Játékvezető: Sivapalan Kathiravale (maláj) |

## Győztes
| Az 1972-es Ázsia-kupa győztese |
| ------------------------------ |
| IRÁN 2. cím                    |